# 屯子頭
屯子頭，原寫為墩仔頭，是臺灣嘉義縣東石鄉的一個傳統地域名稱，位於該鄉中部略偏西南。相較於今日行政區，其範圍大致包括永屯村東北半部、海埔村西南端、洲子村西北部。

## 歷史
臺灣日治初期，屯子頭地區為一（舊制）街庄，稱為「墩仔頭庄」，隸屬於大坵田西堡。該庄西及西北與三塊厝庄為鄰，東北與海埔庄為鄰，東邊為洲仔內庄，南邊為後埔庄。
1901年（日治明治三十四年）11月，全臺廢縣廳改設二十廳，該庄隸屬於嘉義廳。1903年（明治三十六年）6月，該庄編入「港墘區」，隸屬於嘉義廳。1909年（明治四十二年）10月，合併二十廳為十二廳，港墘區仍隸屬於嘉義廳。1920年（大正九年），全臺地方制度大改正，廢十二廳改設五州二廳，該庄改制並更改用字為「屯子頭」大字，隸屬於臺南州東石郡東石庄（新制街庄）。
戰後東石庄改制為東石鄉，隸屬於臺南縣，大字亦改制為村。1950年10月，雲、嘉、南分治，東石鄉改隸屬嘉義縣。

## 聚落
本地區發展較早的聚落有墩仔頭（屯子頭）、潭尾（已消失）等，在日治期初期的官方地圖上已有記載。

## 交通
省道台17線又稱「西部濱海公路」，是臺中市清水區甲南至屏東縣枋寮鄉水底寮的幹道，經過本地區屯子頭聚落。由該道路向北北西可前往雲林縣口湖鄉西部、四湖鄉西部、臺西鄉、東勢鄉西北端等地；向南南西可前往布袋鎮、臺南市北門區、將軍區、七股區等地。
省道台61線又稱「西部濱海快速公路」，目前通車路段北起新北市八里區臺北港，南至臺南市七股區九塊厝，經過本地區西部。本地區向北可經由縣道168號暨省道台82線、台61線東側北上平面車道、東石一交流道進入台61線北上車道；向南可經由縣道168號暨省道台82線、台61線西側南下平面車道、東石二交流道進入台61線南下車道；由此等可快速前往台灣西部沿海各地。
省道台82線又稱「東西向快速公路－東石嘉義線」。
縣道168號又稱「嘉朴公路」，是嘉義縣東石鄉東石市區至嘉義縣水上鄉中庄的道路，本地區路段與省道台82線共線。
鄉道嘉9線是舊庄至東石的道路。

## 學校
- 東榮國中
- 三江國小永屯分校（已廢校）